# Acherontides huetheri
Acherontides huetheri är en urinsektsart som beskrevs av Louis Deharveng och Diaz 1984. Acherontides huetheri ingår i släktet Acherontides och familjen Hypogastruridae. Inga underarter finns listade i Catalogue of Life.